# 半田市立亀崎小学校
半田市立亀崎小学校（はんだしりつ かめざきしょうがっこう）は、愛知県半田市にある公立小学校。通称は亀小。

## 沿革
- 1872年(明治5年) - 学制の発布に伴い、来教寺に義校を設置。
- 1873年(明治6年) - 小学校に改称。7月に来教寺、海潮院、岡山俊造宅に設置し、9月にそれぞれ明道学校、皐如学校、普通学校と改称。
- 1875年(明治8年) - 皐如学校を山本鹿丸宅に移し、蟹嶋学校と改称する。明道学校を大瀬古舊村方會所に移す。
- 1882年（明治15年） - 明道学校、蟹嶋学校、普通学校の3校が合併し亀崎学校となる。
- 1892年（明治25年） - 亀崎尋常小学校に改称。
- 1947年（昭和22年） - 半田市立亀崎小学校に改称。
- 1987年(昭和62年) - 近代的なコンクリート建築への改築が完了。
- 2007年(平成19年) - 3舎に音楽室、図工室が移転、一般教室と下駄箱が増設。
- 2009年(平成21年) - 英語ルームを設置。
- 2012年(平成24年) - 防災学習室を設置。[注釈 1]
- 2018年(平成30年) - 「たしかな学力を身につけ、夢や目標に向かって自らを高めようとする子」の育成を目標とする。[注釈 2]

## 学校行事
| - 4月 入学式 - 5月 遠足 - 6月 | - 7月 終業式.キャンプ - 8月 - 9月 始業式 | - 10月 運動会、修学旅行 - 11月 - 12月 終業式 | - 1月 始業式 - 2月 - 3月 卒業式 |

## クラブ活動
| width="25%" - ドッジボー - 理科実験 - 卓球 | - キックベース - バドミントン - 一輪車 - パソコン - ドミノ - 工作 | width="25%" - 手芸 - イラスト - ビーズ |

## 通学区域
- 半田市
  - 亀崎大洞町・亀崎北浦町・亀崎新田町・亀崎月見町・州の崎町・亀崎相生町・亀崎常盤町・亀崎高根町・亀崎町・阿原町・潮干町・一本木町・平地馬場町・のぞみが丘[1]

## 進学先中学校
- 半田市立亀崎中学校

## 交通アクセス
- JR武豊線「亀崎駅」下車、徒歩約7分。
- 知多半島道路東浦知多IC東〜車で、14〜15分。
- 衣浦大橋西信号〜車で4〜5分。

## 周辺施設
- 半田市立亀崎中学校
- 亀崎公民館
- 半田市立亀崎幼稚園
- 州の崎公園
- 亀崎海浜緑地
- 立川美術館
- 釣具の日光丸
- 東光寺
- ゲンキーのぞみが丘店